# Gornje Jame
Gornje Jame es una localidad de Croacia en el ejido de la ciudad de Glina, condado de Sisak-Moslavina.

## Geografía
Se encuentra a una altitud de 185 m s. n. m. a 79,9 km de la capital nacional, Zagreb.

## Demografía
En el censo 2011, la localidad se encontraba deshabitada.
| Gráfica de población de Gornje Jame 1857-2011                       |
|                                                                     |
| Según los censos de población de la oficina estadística de Croacia. |